# Esperanza

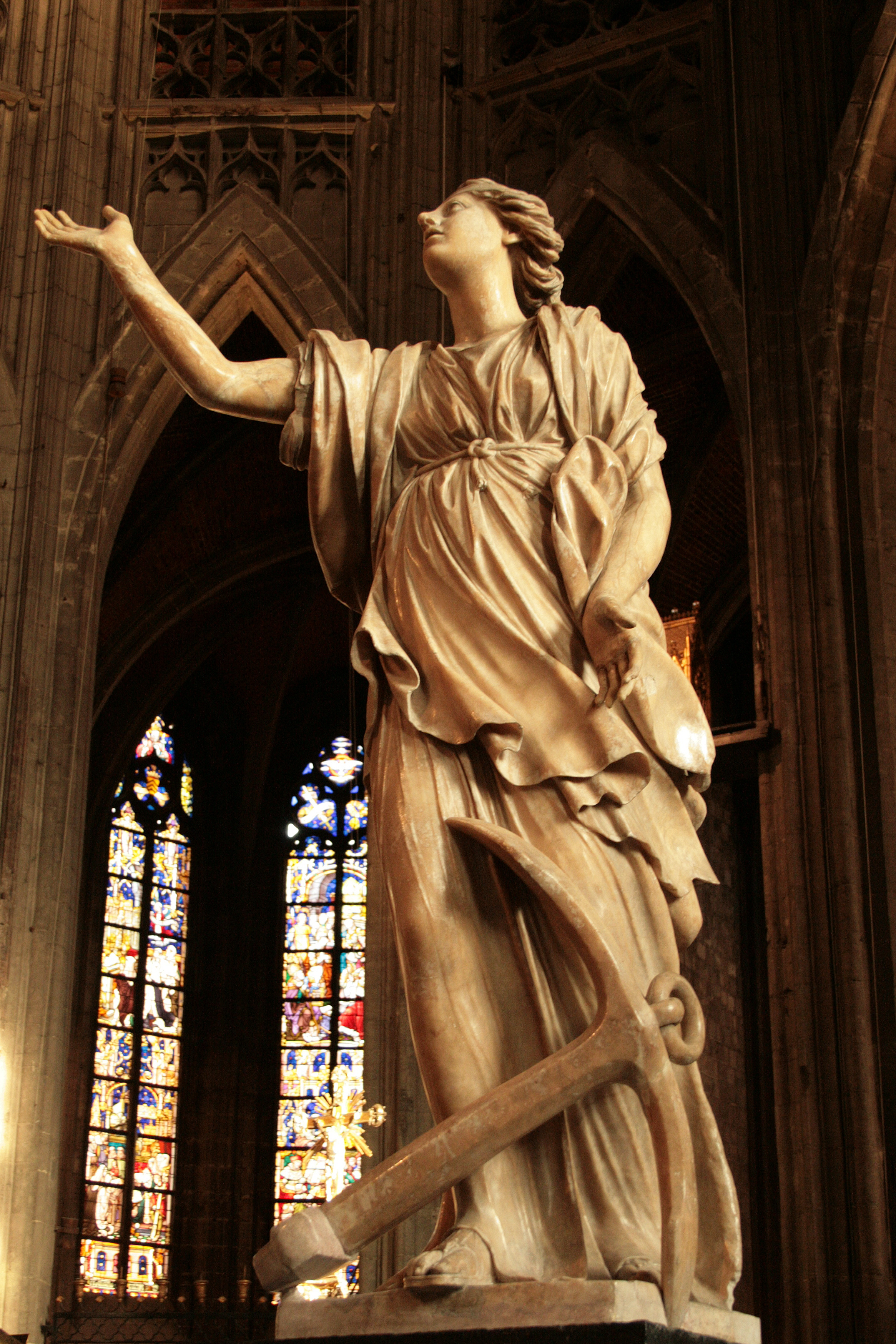
La Esperanza de Jacques Du Brœucq.

La esperanza es un proceso de ánimo optimista basado en la expectativa de resultados favorables relacionados con eventos o circunstancias de la propia vida o el mundo en su conjunto. Otras definiciones de tener esperanza incluyen los siguientes términos: «esperar confiado» y «abrigar un deseo con anticipación». La Real Academia Española define la esperanza como «Estado de ánimo que surge cuando se presenta como alcanzable lo que se desea» y la esperanza cristiana como «En la doctrina cristiana, virtud teologal por la que se espera que Dios dé los bienes que ha prometido». Existen también enfoques en el área educativa que incorporan el concepto de pedagogía de la esperanza, Paulo Freire se refiere a esta como una necesidad ontológica, lo que nos mueve, lo que nos marca una dirección.

## Religiones antiguas
La esperanza aparece en la mitología griega en la historia de la Caja de Pandora. Prometeo robó el fuego de Zeus para dárselo a los hombres, lo que enfureció al dios supremo. En venganza, Zeus creó un pythos (tipo de jarrón) que contenía todos los males y se la dio junto a Pandora al hermano de Prometeo. Esta, creada por los dioses con una curiosidad innata, abrió la caja prohibida y todos los males fueron liberados al mundo; solo Elpis permaneció en el fondo, el espíritu de la Esperanza.
La mitología nórdica consideraba la Esperanza  Fenrir: su concepto del coraje valoraba más una valentía animada en la ausencia de esperanza.

## Cristianismo
Esperanza es el nombre de una de las tres virtudes teologales, juntamente con la fe y la caridad.
En la teología cristiana estas virtudes forman una unidad indisoluble con las virtudes cardinales o naturales: Prudencia, Justicia, Templanza y Fortaleza y todas ellas en su conjunto describen la imagen cristiana del hombre.
La esperanza es la virtud por la cual el hombre pasa de suceder o acontecer a ser o existir. Siguiendo a Santo Tomás de Aquino, ha estado definida como «virtud infusa que capacita al hombre para tener confianza y plena certeza de conseguir la vida eterna y los medios, tanto sobrenaturales como naturales, necesarios para llegar a ella con ayuda de Dios».
A la esperanza se oponen, por defecto, la desesperación que es «pérdida total de la esperanza», por exceso, la presunción y por otro lado, el temor.

## Iconología
La esperanza fue una divinidad honrada por los romanos que le elevaron muchos templos. Era, según los poetas, hermana del Sueño que da tregua a nuestras penas y de la Muerte que las termina. Píndaro la llama la nodriza de los viejos. Se la representa bajo la figura de una joven ninfa, con rostro sereno, sonriéndose con gracia, coronada de flores, mensajeras de los frutos y teniendo en su mano un ramo de las mismas. El verde es su color característico como emblema de la naciente verdura que presagia la cosecha de los granos.
Los antiguos la pintaban con alas porque es propio de la esperanza escaparse cuando que uno piensa asirla. Los modernos le han dado un ancla por atributo pero ningún monumento antiguo la ofrece con este símbolo. Se podría añadir a esto el arcoíris. Es muy ingeniosa alegoría la que la representa alimentando al Amor.
Una antigua medalla la representa coronada, teniendo en la mano izquierda pavos y espigas como Ceres; se apoya con la derecha sobre una columna y tiene delante una colmena en cuya parte superior se elevan algunas espigas y flores.

### Esperanza engañada
Va vestida de verde y siembra grano que un ligero viento se lleva. Trae el cuello desnudo y aprieta uno de sus pechos como para dar de mamar. Sus dos grandes alas indican su inestabilidad.

### Esperanza cristiana
Gravelot la ha representado por una figura sentada sobre la proa de una nave apoyada sobre un ancla y en actitud de un ardiente deseo. Parece tener fijada la atención en el arcoíris, pronóstico de un tiempo más sereno y las flores que hay cerca de ella anuncian y prometen la estación de los frutos.

## En la psicología
La esperanza, que yacía en el fondo de la caja, permaneció. Cuadro alegórico de George Frederic Watts, 1886
La catedrática de psicología Barbara Fredrickson sostiene que la esperanza surge cuando se avecina una crisis, abriéndonos a nuevas posibilidades creativas. Frederickson sostiene que con una gran necesidad surge una gama inusualmente amplia de ideas, así como emociones positivas como la felicidad y la alegría, el coraje y el empoderamiento, extraídas de cuatro áreas diferentes del propio ser: desde una perspectiva cognitiva, psicológica, social o física. Las personas esperanzadas son "como el pequeño motor que pudo, [porque] se repiten a sí mismas "creo que puedo, creo que puedo". Este pensamiento positivo da sus frutos cuando se basa en un sentido realista del optimismo, no en una "falsa esperanza" ingenua.
El psicólogo Charles R. Snyder vinculó la esperanza a la existencia de una meta, combinada con un plan determinado para alcanzarla:: Alfred Adler había defendido de forma similar la centralidad de la búsqueda de metas en la psicología humana, al igual que antropólogos filosóficos como Ernst Bloch. Snyder también subrayó el vínculo entre la esperanza y la fuerza de voluntad mental, así como la necesidad de una percepción realista de las metas, argumentando que la diferencia entre la esperanza y el optimismo era que la primera incluía caminos prácticos hacia un futuro mejor. D. W. Winnicott consideraba que el comportamiento antisocial de un niño expresaba una esperanza inconsciente de ser manejado por la sociedad en general, cuando la contención dentro de la familia inmediata había fracasado. La teoría de las relaciones objetales también considera que la transferencia analítica está motivada en parte por una esperanza inconsciente de que los conflictos y traumas del pasado puedan ser tratados de nuevo.

## En sanidad

### Principales teorías
De los innumerables modelos que examinan la importancia de la esperanza en la vida de un individuo, dos teorías principales han obtenido un reconocimiento significativo en el campo de la psicología. Una de estas teorías, desarrollada por Charles R. Snyder, sostiene que la esperanza debe considerarse como una habilidad cognitiva que demuestra la capacidad de un individuo para mantener el impulso en la búsqueda de un objetivo concreto. Este modelo sostiene que la capacidad de un individuo para tener esperanza depende de dos tipos de pensamiento: el pensamiento de agencia y el pensamiento de camino. El pensamiento de agencia se refiere a la determinación de un individuo para lograr sus objetivos a pesar de los posibles obstáculos, mientras que el pensamiento de camino se refiere a las formas en que un individuo cree que puede lograr estos objetivos personales.
La teoría de Snyder utiliza la esperanza como un mecanismo que se observa con mayor frecuencia en psicoterapia. En estos casos, el terapeuta ayuda a su cliente a superar las barreras que le han impedido alcanzar sus objetivos. El terapeuta ayudaría entonces al cliente a establecer objetivos personales realistas y relevantes (por ejemplo, "voy a encontrar algo que me apasione y que me haga sentir bien conmigo mismo"), y le ayudaría a mantener la esperanza en su capacidad para alcanzar estos objetivos, y le sugeriría los caminos correctos para hacerlo.
Mientras que la teoría de Snyder se centra en la esperanza como mecanismo para superar la falta de motivación de un individuo para alcanzar sus objetivos, la otra teoría principal desarrollada por Kaye A. Herth se ocupa más específicamente de los objetivos futuros de un individuo en relación con la superación de las enfermedades. Herth considera la esperanza como "un atributo motivacional y cognitivo que es teóricamente necesario para iniciar y mantener la acción hacia la consecución de objetivos".  Establecer objetivos realistas y alcanzables en esta situación es más difícil, ya que lo más probable es que la persona no tenga un control directo sobre el futuro de su salud. En su lugar, Herth sugiere que los objetivos se centren en la forma en que la persona va a afrontar personalmente la enfermedad: "En lugar de beber para aliviar el dolor de mi enfermedad, voy a rodearme de amigos y familiares".
Aunque la naturaleza de los objetivos en el modelo de Snyder difiere de los del modelo de Herth, ambos ven la esperanza como una forma de mantener la motivación personal, que en última instancia se traducirá en una mayor sensación de optimismo.

### Principales hallazgos empíricos
Se ha demostrado que la esperanza, y más concretamente la esperanza particularizada, es una parte importante del proceso de recuperación de la enfermedad; tiene grandes beneficios psicológicos para los pacientes, ya que les ayuda a enfrentarse a su enfermedad de forma más eficaz. Por ejemplo, la esperanza motiva a las personas a seguir conductas saludables para la recuperación, como comer frutas y verduras, dejar de fumar y realizar actividad física con regularidad. Esto no sólo ayuda a mejorar la recuperación de las enfermedades, sino que también ayuda a prevenir el desarrollo de enfermedades en primer lugar. Los pacientes que mantienen altos niveles de esperanza tienen un mejor pronóstico para las enfermedades potencialmente mortales y una mayor calidad de vida. La creencia y la expectativa, que son elementos clave de la esperanza, bloquean el dolor en pacientes que sufren enfermedades crónicas liberando endorfinas e imitando los efectos de la morfina. En consecuencia, a través de este proceso, la creencia y la expectativa pueden desencadenar una reacción en cadena en el cuerpo que puede hacer más probable la recuperación de la enfermedad crónica. Esta reacción en cadena es especialmente evidente con estudios que demuestran el efecto placebo, una situación en la que la esperanza es la única variable que ayuda a la recuperación de estos pacientes.
En general, los estudios han demostrado que mantener un sentimiento de esperanza durante el periodo de recuperación de una enfermedad es beneficioso. Un sentimiento de desesperanza durante el período de recuperación ha provocado, en muchos casos, condiciones de salud adversas para el paciente (es decir, depresión y ansiedad tras el proceso de recuperación). Además, tener una mayor cantidad de esperanza antes y durante la terapia cognitiva ha llevado a una disminución de los síntomas de depresión relacionados con el TEPT en veteranos de guerra. También se ha descubierto que la esperanza está asociada con percepciones más positivas de la salud subjetiva. Sin embargo, las revisiones de la literatura de investigación han señalado que las conexiones entre la esperanza y la gravedad de los síntomas en otros trastornos de salud mental son menos claras, como en los casos de individuos con esquizofrenia.
La esperanza es un poderoso protector contra las enfermedades crónicas o potencialmente mortales. La esperanza de una persona (incluso cuando se enfrenta a una enfermedad que probablemente acabará con su vida) puede ser útil para encontrar alegría o consuelo. Puede crearse y centrarse en la consecución de objetivos vitales, como conocer a los nietos o asistir a la boda de un hijo. La esperanza puede ser una oportunidad para procesar y atravesar acontecimientos que pueden ser traumáticos. Un revés en la vida, un accidente o nuestros propios últimos meses de vida pueden ser momentos en los que la esperanza reconforta y sirve de camino de una etapa a la siguiente.

### Usos
La inclusión de la esperanza en los programas de tratamiento tiene potencial tanto en contextos de salud física como mental. La esperanza como mecanismo para mejorar el tratamiento se ha estudiado en los contextos del TEPT, las enfermedades físicas crónicas y las enfermedades terminales, entre otros trastornos y dolencias. Dentro de la práctica de la salud mental, los clínicos han sugerido el uso de intervenciones de esperanza como complemento de las terapias cognitivo-conductuales más tradicionales.  En términos de apoyo a la enfermedad física, la investigación sugiere que la esperanza puede fomentar la liberación de endorfinas y encefalinas, que ayudan a bloquear el dolor.

### Impedimentos
Existen dos argumentos principales basados en la juicio en contra de quienes son partidarios de utilizar la esperanza para ayudar a tratar enfermedades graves. El primero de ellos es que si los médicos tienen demasiada esperanza, pueden tratar al paciente de forma agresiva. El médico se aferrará a una pequeña pizca de esperanza de que el paciente pueda mejorar. Así, esto les lleva a probar métodos que son costosos y pueden tener muchos efectos secundarios. Un médico señaló que se arrepentía de haber tenido esperanzas en su paciente; el resultado fueron tres años más de dolor que el paciente no habría soportado si el médico se hubiera dado cuenta de que la recuperación era inviable.
El segundo argumento es la división entre esperanza y deseae. Los que tienen esperanza intentan activamente investigar el mejor camino a seguir teniendo en cuenta los obstáculos. La investigación ha demostrado, sin embargo, que muchos de los que tienen "esperanza" son ilusos y pasan pasivamente por el aro, como si estuvieran en negación de sus circunstancias reales. Estar en negación y tener demasiada esperanza puede tener un impacto negativo tanto en el paciente como en el médico.

### Beneficios
El impacto que la esperanza puede tener en el proceso de recuperación de un paciente está firmemente respaldado tanto por la investigación empírica como por los enfoques teóricos. Sin embargo, las revisiones de la literatura también sostienen que se necesita más investigación longitudinal y metodológicamente sólida para establecer qué intervenciones de esperanza son realmente las más eficaces y en qué entorno (es decir, Enfermedad crónica frente a Enfermedad terminal).